# Procamacolaimus tenuispiculum
Procamacolaimus tenuispiculum is een rondwormensoort uit de familie van de Camacolaimidae. De wetenschappelijke naam van de soort is voor het eerst geldig gepubliceerd in 1955 door Gerlach.